# Voleibol nos Jogos Mundiais Militares de 2019
As competições de voleibol nos Jogos Mundiais Militares de 2019 sediadas na cidade chinesa de Wuhan, da província de Hubei, sendo disputado no naipe feminino entre 16 e 20 de outubro no Jianghan University Gymnasium e também no Wuhan Sports Center Gymnasium , e na variante masculina será disputado entre 20 e 26 de outubro  cujas partidas ocorreram Jianghan University Gymnasium entre 20 a 26 de outubro de 2019.

## Calendário
| Outubro            | 16 | 17 | 18 | 19 | 20 | 21 | 22 | 23 | 24 | 25 | 26 |
| ------------------ | -- | -- | -- | -- | -- | -- | -- | -- | -- | -- | -- |
| Voleibol feminino  |    |    |    |    |    |    | •  |    |    |    |    |
| Voleibol masculino |    |    |    |    |    |    |    |    |    |    | •  |

|  | Dia de competição |  | Dia de final |

## Eventos
Ao todo, os eventos de voleibol distribuirão seis medalhas, três por evento:
- Masculino (10 equipes)
- Feminino (8 equipes)

## Medalhistas
| Evento             | Ouro | Prata | Bronze |
| Masculino detalhes | China · Miao Ruantong · Jiang Chuan · Mao Tianyi · Yuan Dangyi · Ma Xiaoteng · Tang Chuanhang · Zhong Weijun · Liu Libin · Du Haoyu · Wu Yiwen · Li Muzi · Zhang Zhejia                                                        | Coreia do Sul Jung Suyong Jeong Seonghyeon Oh Jaeseong Hwang Seungbin Kim Sungmin Kim Jaehwi Eom Yunsik Ahn Woojae Bae Inho Kim Donghun Ham Hyeongjin Heo Subong   | Paquistão · Afaq Khan · Hamid Yazman · Anwar Khan · Mubashar Raza · Farooq Haider · Asif Nadeem · Abu Zar · Muhammad Usman · Muhammad Yaseeni                                                     |
| Feminino detalhes  | Brasil · Amanda Francisco · Ellen Braga · Juliana Carrijo · Mariana Cassemiro · Sonaly Cidrão · Renata Colombo · Valquíria Dullius · Wélissa Gonzaga · Priscila Heldes · Angélica Malinverno · Carla Santos · Mayhara da Silva | China · Chen Xintong · Duan Fang · Gao Yi · Huang Liuyan · Li Yingying · Liu Yanhan · Ouyang Xixi · Wang Yunlu · Yang Junjing · Yang Yi · Yuan Xinyue · Zhou Yujie | Coreia do Norte · Choe Pok Hyang · Choe Su Jong · Jong Jin-sim · Jong Song Hui · Ju Un-hyang · Kim Hong-hwa · Kim Hyon Ju · Kim Un Jong · Pyon Rim Hyang · Ri Ra Hyang · Rim Hyang · Son Hyang Mi |

## Quadro de Medalhas
| Ordem | País            | Medalha de ouro | Medalha de prata | Medalha de bronze | Total |
| ----- | --------------- | --------------- | ---------------- | ----------------- | ----- |
| 1     | China           | 1               | 1                |                   | 2     |
| 2     | Brasil          | 1               |                  |                   | 1     |
| 3     | Coreia do Sul   |                 | 1                |                   | 1     |
| 4     | Paquistão       |                 |                  | 1                 | 1     |
| 4     | Coreia do Norte |                 |                  | 1                 | 1     |